# Carl Hellmuth Hertz
Carl Hellmuth Hertz (1920. – 1990.) je bio sin Gustava Ludwiga Hertza. 
Za vrijeme II. svjetskog rata služio je kao vojnik u Nacističkoj Njemačkoj. Uhvatili su ga američki vojnici i odveli preko mora. No, prijatelj njegova oca koji je također bio nobelovac sredio je da ga puste i dao mu posao u Lundu (Švedska), tako da je mogao napustiti SAD bez vraćanja u Njemačku. 
Tu je otkrio ultrazvuk i radio kao profesor na fakultetu elektromjerenja na Lundskom sveučilištu.